# Надвин (Речицкий район)
Надвин (бел. На́дзвін) — деревня в Холмечском сельсовете Речицкого района Гомельской области Белоруссии.

## География

### Расположение
В 35 км на юг от районного центра и железнодорожной станции Речица (на линии Гомель — Калинковичи), 85 км от Гомеля.

## Транспортная сеть
Транспортные связи по просёлочной, затем автомобильной дороге Лоев — Речица. Планировка состоит из прямолинейной, близкой к меридиональной ориентации улицы, которая на юге пересекается криволинейной улицей. В центре к ней присоединяется короткая прямолинейная улица. Застройка деревянная, усадебного типа, неплотная.

## История
По письменным источникам известна с XIX века как селение в Холмечской волости Речицкого уезда Минской губернии. В 1850 году владение графа Ракицкого. В 1879 году обозначена в Холмечском церковном приходе. Согласно переписи 1897 года действовали часовня, хлебозапасный магазин.
С 8 декабря 1926 года до 4 августа 1927 года центр Надвинского сельсовета Холмечского, с 4 августа 1927 года Речицкого районов Речицкого с 9 июня 1927 года Гомельского округов.
В 1931 году организован колхоз. Во время Великой Отечественной войны в мае 1942 года оккупанты сожгли 90 дворов и убили 5 жителей. Тяжелые бои 11 ноября 1943 года велись за освобождение деревни. 55 жителей погибли на фронте. Согласно переписи 1959 года в составе колхоза «Путь к коммунизму» (центр — деревня Прокисель).
До 31 октября 2006 года в составе Артуковского сельсовета.

## Население

### Численность
- 2004 год — 52 хозяйства, 138 жителей.

### Динамика
- 1850 год — 28 дворов, 186 жителей.
- 1897 год — 53 двора, 363 жителя (согласно переписи).
- 1908 год — 79 дворов, 481 житель.
- 1930 год — 102 двора, 494 жителя.
- 1940 год — 105 дворов.
- 1959 год — 419 жителей (согласно переписи).
- 2004 год — 52 хозяйства, 138 жителей.